# Мариан, Борис Тихонович
Борис Тихонович Мариан (рум. Boris Tihonovici Marian, род. 27 сентября 1934, Красногорка (ПМР)) — молдавский поэт, сценарист, переводчик и журналист, был диссидентом в Советском Союзе. Он пишет в основном на русском языке и является членом Союза писателей Молдовы, Национального союза писателей Украины и Союза писателей России. 
Борис Тихонович Мариан родился в семье молдавских крестьян 27 сентября 1934 года в Красногорке, тогда Молдавской АССР в составе Украинской ССР Советского Союза (ныне в Молдове, под контролем Приднестровья). Его отец, Тихон Мариан, был антикоммунистом и несколько раз подвергался арестам советскими властями.

### Антикоммунистическая деятельность и арест
Мариан получил довузовское образование на русском языке, за исключением двух лет на румынском языке во время румынского управления Приднестровьем. После окончания средней школы он поступил на факультет журналистики Киевского университета. На четвёртом году своего обучения, в 1956 году, в разгар революционных событий в Венгрии, он написал «Программу демократического обновления Союза». Основные требования включали:
- Отмена привилегий для членов КПСС.
- Сокращение бюрократии.
- Реорганизация комсомола.
- Расширение суверенитета союзных республик.
- Земельная собственность для крестьян (1–3 га).
- Фабрики контролируются рабочими через выборные советы.
- Снижение налогов для рабочих и интеллигенции на четверть, а для крестьян — наполовину.
- Право на организацию протестов.
- Сокращение срока обязательной военной службы.
- Независимость судебной власти.
- Юридическая система, основанная на суде присяжных.
- Публикация доказательств сталинских зверств.
- Устранение цензуры.
- Свобода прессы и её право критиковать правительство.
- Разрешение всех идеологий, кроме ультранационалистических и нацистских.
- Доступ к иностранной литературе и журналам.
- Содействие СССР делу мира на международной арене.
- Право на организацию забастовок.
- Свободный международный проезд.
- Университетская автономия.
- Стипендии, позволяющие студентам обеспечить достойную жизнь.

Мариан поделился документом с несколькими коллегами, один из которых сообщил об этом руководству университета. На допросе он положил документ на стол и заявил о своём намерении направить его в Центральный Комитет Коммунистической партии Советского Союза. Прочитав программу, первый секретарь ЦК Компартии Украины Алексей Кириченко поручил КГБ провести расследование в отношении Мариана. 4 января 1957 года он был исключён из вуза и впоследствии арестован по обвинению в контрреволюционной и антисоциалистической деятельности. Несмотря на то, что он выступал за реформирование коммунистического строя, а не за его свержение, 25 апреля 1957 года он был приговорён к пяти годам принудительных работ в Мордовии, РСФСР. Во время заключения он принял участие в забастовке и подружился с украинскими заключёнными. Он был освобождён в 1962 году.

### Жизнь после освобождения
После освобождения Мариан учился в Литературном институте имени Максима Горького и работал в журнале «Cultura Moldovei». Позже он утверждал, что  устроиться на работу ему помогли Андрей Лупан и Пётр Крученюк. Позднее он работал сценаристом на студии «Молдова-фильм» и опубликовал несколько сборников стихов. В 1990 году он был реабилитирован. Он принял участие в движении за независимость Молдовы от Советского Союза и до 2009 года работал журналистом в газете «Moldova Suverană».

### Политические взгляды
Мариан — критик прорумынской интеллектуальной элиты Молдовы. В 2011 году он раскритиковал мэра Кишинёва Дорина Киртоакэ и проевропейское правительство, заявив, что «сейчас хуже, чем при румынах – по крайней мере, они не притворялись демократами». Хотя он восхищается румынской культурой и перевёл на русский язык произведения Михая Эминеску, Василе Александри и Джордже Кошбука, Мариан выступает против объединения Молдовы и Румынии. Он считает, что Молдова должна оставаться независимым, многонациональным государством.
Он неоднократно конфликтовал с руководством Союза писателей Молдовы, особенно с Николае Дабижа, которого он называл русофобом из-за его прорумынской позиции, обвиняя его в лицемерии. Мариан утверждает, что, когда он находился в заключении в ГУЛАГе, они восхваляли советский режим. Он также утверждает, что российская аннексия Бессарабии в 1812 году спасла молдавский народ от Османской империи.
В статье на Ava.md Мариан утверждает, что, хотя «молдавский» и румынский — это один и тот же язык, он предпочитает термин «молдавский», чтобы подчеркнуть независимость Молдовы, достигнутую в 1991 году. Он выступает за замену учебной программы «История румын» на «Историю Молдовы» и сравнивает молдавско-румынские отношения с отношениями между Австрией и Германией, Мексикой и Испанией или Канадой и Соединёнными Штатами, хотя и считает, что конструктивные отношения невозможны, пока Румыния стремится к «аншлюсу».
Мариан поддержал гагаузский референдум 2014 года и выступил против интеграции Молдовы в Европейский Союз, который он считает «новым Советским Союзом», а также против «румынизации» Молдовы, предостерегая от «молдавского Майдана».
После Евромайдана 2014 года и украинской революции, против которых он выступал, Мариан не посещал Украину. В интервью российскому сайту «Литературная газета» в 2024 году по случаю своего 90-летия он объяснил, что его отношения с украинскими писателями ухудшились из-за Майдана.